# Château de Sanilhac
Le château de Sanilhac est une ancienne place forte, citée dès le Xe siècle (Castrum sennelici), qui protégeait la route de Nîmes à Uzès. Il est situé sur la commune de Sanilhac-Sagriès dans le Gard.
Le donjon central est édifié à partir du XIIe siècle puis des corps de bâtiments ont été progressivement ajoutés du XIVe au XVIIIe siècle, chacune de ces époques ont marqué l'architecture de l'ensemble sans pour autant lui sacrifier son harmonie.
Une découverte capitale de Paul-Michel de Coudouret a récemment permis de retrouver l'œuvre de l’architecte languedocien Guillaume Rollin (1685-1761) dans la transformation du château et le bel ordonnancement classique de la façade vraisemblablement en 1750 lors de son acquisition par les Massilian.
C'est fortuitement en effet que lors d'une consultation du « fonds Rollin » conservé aux Archives Départementales M. de Coudouret a pu identifier le plan du château, grâce au donjon conservé au milieu du bâtiment, symbole féodal très fort au siècle des Lumières...
Cette disposition inattendue -tour « habillée » par une façade classique mais qui n'en constitue pas l'axe pour autant- rend l'édifice tout à fait unique, tant dans l'œuvre de Rollin que dans les châteaux du Languedoc.
La Révolution abattra un ou deux étages du donjon -les sources divergent- ainsi que ses créneaux et mâchicoulis, et fera bucher les armes du fronton.
Le XXe siècle vit son prestige pâlir et son état général se dégrader, ce n'est qu'au XXIe siècle que de nouveaux propriétaires se sont lancés dans un ambitieux programme de rénovation et de valorisation du lieu.
Ce château injustement méconnu et qui compte pourtant parmi les fleurons du patrimoine de l'Uzège, connait désormais une nouvelle vie et sert d'écrin à de nombreuses manifestations dont des expositions d'œuvres d'art et des ventes aux enchères, des performances ou des installations d'art contemporain, et accueille le festival « Muses en scène » où se côtoient art, musique et verbe.
Par ordonnance royale du 13 juillet 2019, transmise par S.E. le Consul Général Jean Raspail, le château est en outre devenu le siège du vice-consulat du Royaume de Patagonie, sous le gouvernorat de son propriétaire. Différentes cérémonies liées au Royaume doivent donc s'y dérouler.

## Emplacement
Le château de Sanilhac est situé à un lieu stratégique depuis ses origines. Aujourd'hui, la qualité de son emplacement ne tient plus dans sa capacité défensive mais dans sa proximité avec des joyaux du patrimoine historique et culturel. Situé à 4 km d'Uzès, à 2 km de la réserve naturelle des Gorges du Gardon et à 4 km du Pont du Gard, il est au centre d'un triangle d'or comprenant aussi Nîmes et Avignon.

## Description
Il conserve encore de remarquables éléments d'architecture, dont ses anciennes salles basses à triple croisées d'ogives, dites salles des gardes,où se tenait la garnison,ancien prétoire du bailli seigneurial,et qui servirent d'église paroissiale durant les guerres de religion, puis d'office par l'ajout plus tardif d'une monumentale cheminée en pierre d'époque XVe. Après avoir subi les outrages du temps en ayant été transformée d'abord en écurie puis en chaufferie,la restauration de la chapelle d'origine lui a rendu tout son lustre avec la mise en place d'un ensemble de stalles et de spectaculaires cathèdres seigneuriales très richement sculptées Rendue au culte,plusieurs offices s'y déroulent chaque année et en particulier la traditionnelle messe du 21 janvier en mémoire de Louis XVI.
L'aile XVe-XVIe dont les chambres restaurées peuvent accueillir des hôtes, comporte cinq chambres portant le nom des propriétaires du château au cours des siècles.
Elle comporte au 1er étage la chambre du Cardinal de Richelieu, dont la tradition rapporte qu'il fit halte au chateau en accompagnant le Roi Louis XIII,ornée d'un mobilier d'époque XVIIe, puis la chambre du Marquis de Massilian,décorée de gypseries XVIIIe et d'un ameublement XVIIIe et XIXe, et enfin du salon Directoire ainsi nommé puisque meublé de sièges de Jacob. La grande galerie desservant les chambres est dite galerie des Rois puisqu'ornée des bustes de plusieurs rois de France. Un passage dérobé conduit à l'Oratoire du Cardinal,comme il se doit drapé de pourpre, où se recueillit le grand ministre.
Au 2e étage, on trouve successivement la chambre du Colonel d'Albiousse, disposant d'une terrasse panoramique sur la tour d'angle, la chambre de l'Impératrice Eugénie, dont la mémoire a été entretenue,bien que n'étant jamais passée au chateau, à la fois par les familles d'Albiousse et Ribière de Cessac, et enfin la chambre de la Duchesse de Melfort qui a conservé toute la pureté de son décor à alcove du XVIIIe.
La restauration du 2e étage du château vient également d'être achevée, développant ainsi 4 chambres supplémentaires elles aussi entièrement meublées d'antiquités et d'œuvres d'art, et qui rendent hommage au Comte de Chambord Henri V dont la famille des actuels propriétaires fut un fidèle soutien, au comte Ribière de Cessac et au seigneur Guillaume de Brignon
Dans la partie privée (visite éventuellement possible aux hotes sur réservation en présence des propriétaires) on peut également citer l'escalier d'honneur, construit en 1750, et orné d'une exceptionnelle ferronnerie montpelliéraine d'époque Louis XV (restauration prévue), ainsi qu'un bel ensemble de gypseries rocaille, d'époque XVIIIe siècle et probablement réalisé par un maître artisan uzétien ayant travaillé au duché d'Uzès à la même époque.
Le grand salon ou salon Louis XVI comporte une collection de tableaux des XVII,XVIII et XIXe siècles dont le portrait en pied de Napoléon III par Fratin, offert par l'Empereur en personne,tandis que le salon des Voutes conserve un spectaculaire portrait de Louis XV en costume de sacre par Hyacinthe Rigaud, et la bibliothèque le portrait de Charles X également en costume de sacre par l'atelier du baron Gérard offert par le Roi à son fidèle Duc de Blacas au lendemain de son sacre à Reims.

## Histoire
Son histoire fut particulièrement mouvementée au cours des événements de l'histoire, puisque, par deux fois incendié, il dut traverser les épreuves des guerres de religion, des camisards, et de la Révolution. La liste de ses seigneurs en est longue : parmi eux on peut citer les plus illustres :
1. Marie-Gabrielle de Lussan, dont la légendaire beauté fut le plus bel ornement de la cour du roi d’Écosse Jacques II Stuart, en exil au château de Saint-Germain-en-Laye sous la protection de Louis XIV,et qui devint duchesse de Melfort.
2. le Président de Massillian, d'une ancienne famille de parlementaires de Montpellier, véritable dynastie de juristes anoblie par charges ; c'est lui qui procéda à la « mise au goût du jour » du château, notamment par l'adjonction de la belle façade néo-classique, après l'avoir acquise en 1750 du duc de Melfort, issu du très illustre et très prestigieux clan Drummond en Écosse.
3. Lionel d'Albiousse, président du tribunal d'Uzès, historien fameux de l'Uzège et frère du colonel d'Albiousse qui fut un des derniers commandants du corps d'élite des zouaves pontificaux, chargés de sauver Rome et les États de l’Église lors de l'unité italienne. Aux côtés du général de Charette, ils se battirent héroïquement contre les Prussiens lors de la guerre de 1870.